# Vitry-lès-Cluny
Vitry-lès-Cluny és un municipi francès situat al departament de Saona i Loira i a la regió de Borgonya - Franc Comtat. L'any 2009 tenia 65 habitants. El 1r gener de 2017 va fusionnar amb La Vineuse, Donzy-le-National i Massy i formar el municipi nou La Vineuse-sur-Fregande.

## Demografia
| A partir de 1990: Població sense dobles comptes |